# カルホスチンC
カルホスチンC（calphostin C）は、天然有機化合物の一つ。真菌Cladosporium cladosporioidesから単離されたカルホスチン類の一種である。カルホスチンCはプロテインキナーゼC (PKC) の強力な阻害剤である。